# Transporte en Rusia

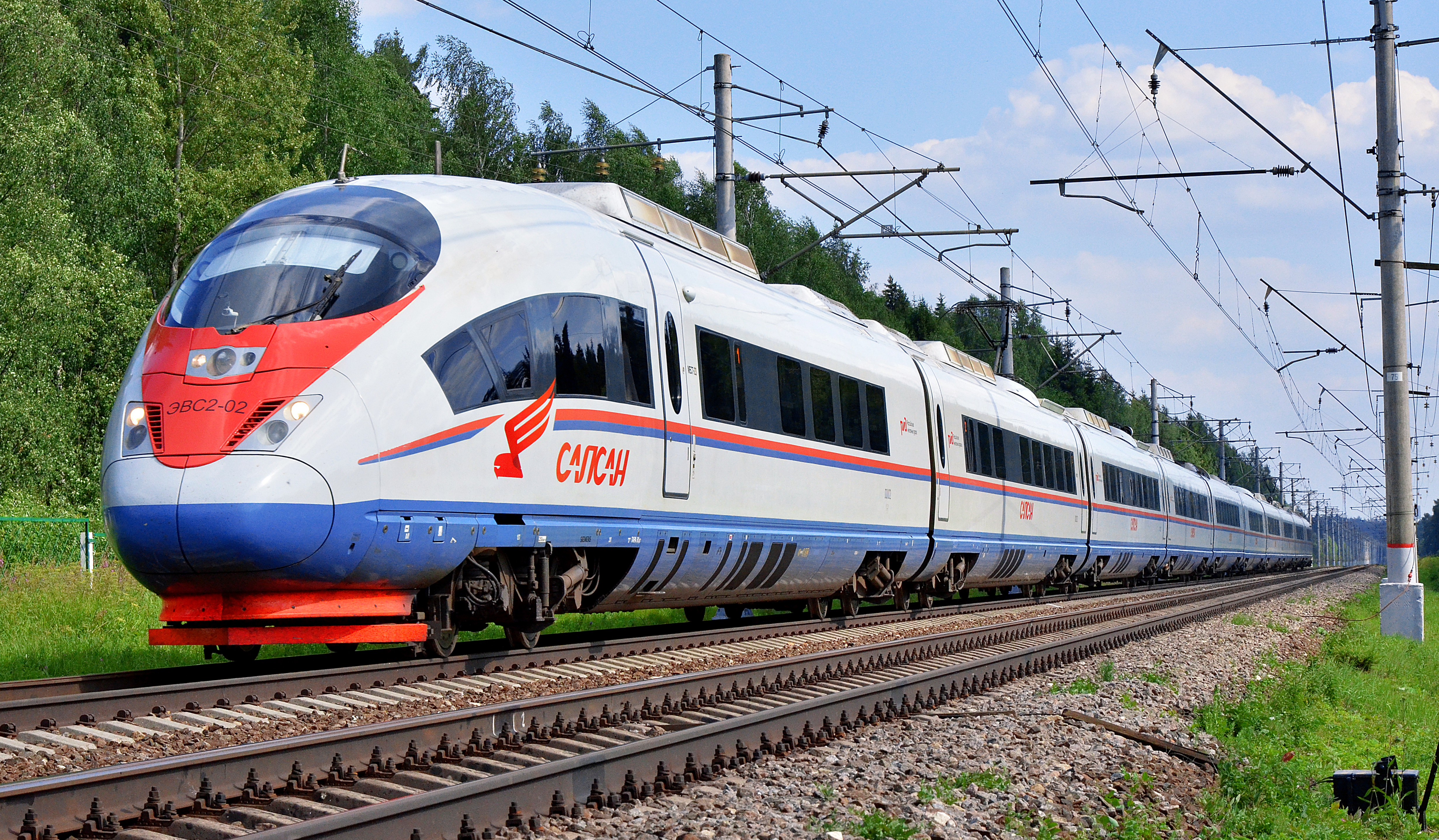
El tren de alta velocidad EVS2-02 «Sapsan» en la línea ferroviaria Moscú — San Petersburgo.

La red de transporte de la Federación de Rusia es una de los más extensas del mundo. La red nacional de carreteras, los ferrocarriles y las líneas aéreas se extienden casi 7 700 kilómetros desde Kaliningrado, en el oeste de la península de Kamchatka, en el este, y las grandes ciudades como Moscú y San Petersburgo, que sirven con grandes sistemas de tránsito rápido.
Rusia ha adoptado dos estrategias nacionales de transporte en los últimos años. El 12 de mayo de 2005, el Ministerio ruso de Transporte aprobó la Estrategia de Transporte de la Federación de Rusia para 2020. Tres años más tarde, el 22 de noviembre de 2008, el gobierno ruso aprobó una estrategia revisada, que se extiende hasta 2030.
La exportación de servicios de transporte es un componente importante del producto interior bruto de Rusia. El Gobierno prevé que entre 2007 y 2030, las medidas incluidas en su estrategia de transporte 2008 se incrementará la exportación de servicios de transporte por un valor total de 80 mil millones de dólares, un aumento siete veces en su valor de 2008. El peso de la carga transportada al exterior se espera que aumente de 28 millones de toneladas a 100 millones de toneladas durante el mismo período.

## Transporte ferroviario
Rusia tiene la segunda red ferroviaria más grande del mundo, solo superada por la de los Estados Unidos, con una longitud total de pista de 87 157 kilómetros desde 2011. De esta cantidad, 86 200 kilómetros utilizan un ancho de vía de 1520 mm, mientras que una vía estrecha de 1067 mm se utiliza en un tramo de 957 kilómetros de ferrocarril en la Isla Sajalín. Las vías electrificadas son alrededor de la mitad de la red ferroviaria rusa, es decir, un total de 40 300 kilómetros, pero lleva la mayor parte del tráfico ferroviario.
Los Ferrocarriles Rusos, la empresa ferroviaria nacional, es una de las compañías más grandes del mundo del transporte y disfruta del monopolio del transporte ferroviario en Rusia. Creado en 1992, emplea a unas 950 000 personas y representaba el 2,5 % del total del PIB nacional en 2009. Sólo en 2007, Ferrocarriles Rusos transportó un total de 1300 millones de pasajeros y 1300 millones de toneladas de carga en sus rutas de transporte común.

### Sistemas de tránsito rápido
- Metro de Moscú – 12 líneas, 182 estaciones, 301.2 km
- Metro de San Petersburgo – 5 líneas, 63 estaciones, 105.6 km
- Metro de Nizhny Novgorod – una línea, 13 estaciones, 15.3 km
- Metro de Novosibirsk – 2 líneas, 12 estaciones, 14.3 km
- Metro de Samara – una línea, 9 estaciones, 10.3 km
- Metro de Yekaterinburg – una línea, 7 estaciones, 8.5 km
- Metro de Kazan – una línea, 6 estaciones, 8.3 km

También existe el Metrotram de Volgograd y tres ciudades tienen proyectos de construcción de metro:
- Omsk
- Cheliábinsk
- Krasnoyarsk.

## Red de carreteras
En 2021 Rusia tenía 1 283 000 kilómetros de carreteras, de los cuales 1 181 000 estaban pavimentadas. Algunas de ellas forman el sistema federal ruso de autopistas.
La seguridad vial en Rusia es pobre y las muertes por accidente de tráfico por millón de población es superior a todos los países del G8 y los países BRIC, aunque el número absoluto es menor que China, India y los Estados Unidos. Al evaluar el nivel de riesgo al viajar en carreteras de Rusia (es decir, el número de accidentes por unidad de desplazamiento) este es 60 veces mayor que el de Gran Bretaña. Con una gran superficie de tierra, la densidad de carreteras de Rusia es la más baja de todos los países del G8 y del BRIC.

## Vías navegables

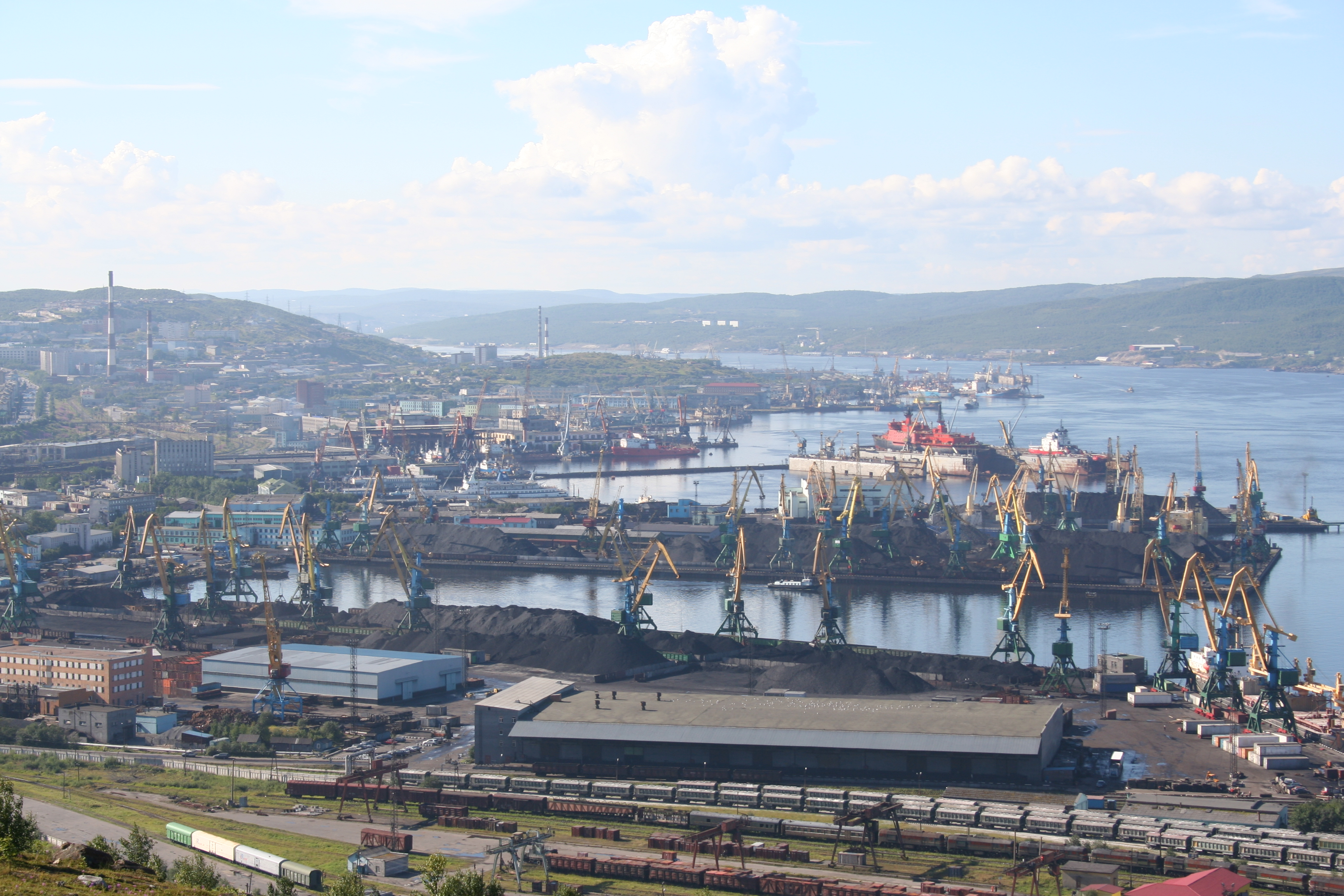
Puerto comercial de Murmansk.

Según los datos de la Junta Marítima (Morskaya Kollegiya) del Gobierno de Rusia para 2004, se han cargado 136,6 millones de toneladas en las vías navegables del interior de Rusia y el volumen de transporte de carga total es de 87 556,5 millones de ton-km. Durante el mismo año, 53 empresas se dedicaban a transportar pasajeros a través de las vías navegables interiores de Rusia, que transportó 22,8 millones de pasajeros, el volumen total de transporte fluvial de pasajeros fue de 841,1 millones de pasajeros-km.